# جامعة الزراعة والميكانيكا في فلوريدا
جامعة فلوريدا الزراعية والميكانيكية (بالانجليزية:Florida Agricultural and Mechanical University) (اختصارا:FAMU) هي جامعة عامة لمنح الأراضي السوداء تاريخيا في تالاهاسي، فلوريدا. تأسست عام 1887، وهي ثالث أكبر جامعة تاريخية للسود في الولايات المتحدة من خلال التسجيل والجامعة العامة الوحيدة تاريخيًا للسود في فلوريدا. وهي مؤسسة عضو في نظام جامعة ولاية فلوريدا، بالإضافة إلى واحدة من جامعات منح الأراضي في الولاية، وهي معتمدة لمنح درجات البكالوريا والماجستير والدكتوراه من قبل لجنة كليات الرابطة الجنوبية للكليات والمدارس.
تُعرف فرق جامعة فلوريدا الزراعية والميكانيكية الرياضية باسم "Rattlers"، وتتنافس في القسم الأول من الرابطة الوطنية لرياضة الجامعات. هم أعضاء في المؤتمر الرياضي الجنوبي الغربي.

## التاريخ
قدم جوناثان سي جيبس، المؤيد لإلغاء الرق لأول مرة، تشريعات لإنشاء كلية الولاية العادية للطلاب الملونين في عام 1885، بعد عام واحد من انتخابه في المجلس التشريعي لفلوريدا. يعكس التاريخ أيضًا دستور فلوريدا الجديد لعام 1885، الذي يحظر الاندماج العنصري في المدارس. كانت الكلية تقع في تالاهاسي لأن مقاطعة ليون والمقاطعات المجاورة قادت الولاية في عدد السكان الأمريكيين من أصل أفريقي، مما يعكس مكانة تالاهاسي السابقة كمركز لتجارة الرقيق في فلوريدا. (انظر تاريخ تالاهاسي الأسود) موقع الجامعة عبارة عن مزرعة رقيق تبلغ مساحتها 375 فدانًا  :94حاكم فلوريدا ويليام بوب دوفال، الذي أحرق قصره، الذي أصبح اليوم موقع مكتبة كارنيجي، في عام 1905.

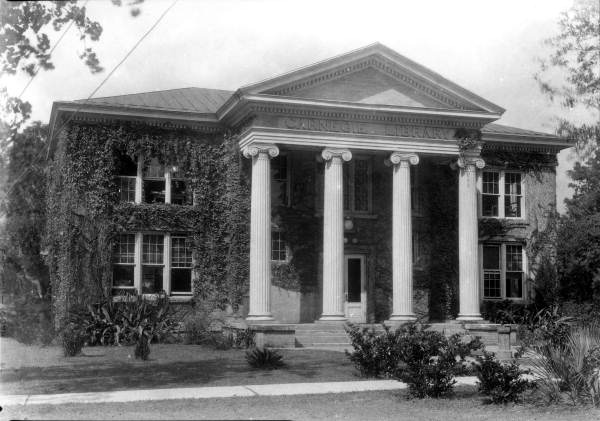
مكتبة كارنيجي ج. 1930.

في 3 أكتوبر 1887، بدأت الكلية الحكومية العادية للطلاب الملونين فصولها الدراسية، وأصبحت كلية منحة الأرض بعد أربع سنوات عندما تلقت 7500 دولار بموجب قانون موريل الثاني، وتم تغيير اسمها إلى الكلية الحكومية العادية والصناعية للطلاب الملونين . ومع ذلك، لم تكن مؤسسة رسمية للتعليم العالي حتى قانون بوكمان عام 1905، الذي نقل السيطرة من وزارة التعليم إلى مجلس التحكم، وخلق ما كان أساسًا لجامعة فلوريدا إيه آند إم الحديثة. هذا القانون نفسه مسؤول عن إنشاء جامعة فلوريدا وجامعة ولاية فلوريدا من مؤسساتهما السابقة. في عام 1909، تم تغيير اسم الكلية مرة أخرى، إلى كلية فلوريدا الزراعية والميكانيكية للزنوج، وفي عام 1953 تم تغيير الاسم أخيرًا إلى جامعة فلوريدا الزراعية والميكانيكية. هي الكلية أو الجامعة السوداء الوحيدة التي تمول تاريخيًا من السود في ولاية فلوريدا. (كانت هناك اثنتا عشرة كلية صغيرة ممولة من القطاع العام تخدم بشكل أساسي السكان الأمريكيين من أصل أفريقي في فلوريدا لفترات مختلفة بين عامي 1949 و 1966.)
في عام 1923، كان هناك إضراب طلابي.

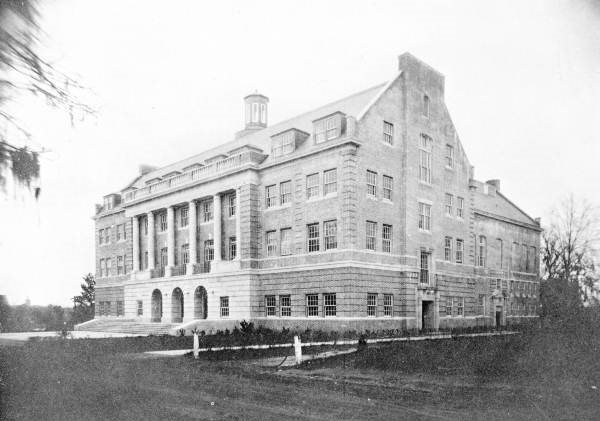
لي هول ج. 1930.

في عام 1951، بدأت الجامعة برنامج الصيدلة والتمريض. من أجل منح هؤلاء الطلاب خبرة عملية، قامت الجامعة ببناء مستشفى. حتى عام 1971، كان مستشفى فلوريدا إيه آند إم هو الوحيد ضمن 150 ميل (240 كـم) من تالاهاسي لخدمة الأمريكيين من أصل أفريقي. تم إغلاقه في عام 1971، بعد ذلك بدأ مستشفى تالاهاسي التذكاري، تحت الضغط الفيدرالي، في خدمة الأمريكيين الأفارقة.
في 26 مايو 1956، ألقت دائرة شرطة تالاهاسي القبض على ويلهيمينا جاكس وكاري باترسون، وهما طالبان في جامعة فلوريدا أي آند إم، «لوضعهم أنفسهم في وضع يسمح لهم بالتحريض على الشغب» مما أدى إلى مقاطعة تالاهاسي للحافلات التي سعت إلى إنهاء الفصل العنصري. في ترتيبات التوظيف والمقاعد لحافلات المدينة.
في عام 1963، تظاهر طلاب جامعة فلوريدا الزراعية والميكانيكية ضد الفصل العنصري في المدينة.
في أعوام 1992 و1995 و1997، نجحت جامعة فلوريدا الزراعية والميكانيكية في توظيف عدد من علماء الإنجاز الوطنيين أكثر من جامعة هارفارد. تعادل جامعة فلوريدا الزراعية والميكانيكية مع جامعة هارفارد في عام 2000، حيث قام بتجنيد 62 باحثًا جديدًا للإنجاز الوطني، على الرغم من أن هذا العدد قد انخفض بحلول عام 2006 إلى واحد. توقفت المؤسسة الوطنية للمنح الدراسية عن تسمية العلماء في عام 2015.
في خريف عام 1997، تم اختيار جامعة فلوريدا الزراعية والميكانيكية كمجلة تايم - برينستون ريفيو «كلية العام» وتم الاستشهاد بها في 1999 من قبل قضايا السود في التعليم العالي لمنح درجات البكالوريا للأمريكيين الأفارقة أكثر من أي مؤسسة في الدولة.
في عام 2011، تعرض روبرت تشامبيون، وهو عضو في الفرقة، للضرب حتى الموت في حادث مقزز. استقال اثنان من أعضاء هيئة التدريس فيما يتعلق بتحقيق المعاكسات واتهم 13 شخصًا بارتكاب جناية أو جنحة في جرائم المعاكسات؛  أدين أحد الطلاب، وهو عضو في الفرقة، بتهم القتل العمد والمعاكسات وحكم عليه بالسجن لمدة ست سنوات. أدت الفضيحة إلى استقالة رئيس جامعة فلوريدا الزراعية والميكانيكية ولعبت دورًا في الاعتماد الإقليمي للجامعة، الرابطة الجنوبية للكليات والمدارس، ووضع جامعة فلوريدا الزراعية والميكانيكية تحت المراقبة لمدة عام واحد.
في عام 2019، طورت جامعة فلوريدا الزراعية والميكانيكية ووحدات HBCU الأخرى شراكة مع ايدتيلم التعليم العالمي ومدرسة الطب بجامعة روس للربح في بربادوس.

## أكاديميون
تقدم الجامعة 54 درجة بكالوريوس و29 درجة ماجستير ودرجة مهنية واحدة و12 درجة دكتوراه. لديها 14 مدرسة وكلية. يوجد في فلوريدا ايه ام أيضًا برنامج مع مرتبة الشرف للطلاب الجامعيين المتفوقين الذين يستوفون معايير الأداء العالي. جامعة فلوريدا الزراعية والميكانيكية هي مدرسة عضو في صندوق ثورغود مارشال للمنح الدراسية.
في عام 2012، نفذت جامعة فلوريدا الزراعية والميكانيكية برنامج العلماء الطبيين بالشراكة مع كلية تشارلز إي شميدت للطب هو برنامج تمهيدي طبي مصمم لإعداد الطلاب الجامعيين الموهوبين أكاديميًا للنجاح في كلية الطب وخارجها. هناك حد أقصى لعشرة طلاب جدد يتم قبولهم في هذا البرنامج التنافسي لمدة أربع سنوات كل عام.
لدى جامعة فلوريدا الزراعية والميكانيكية تسعة كراسي ممولة بالكامل وممنوحة من العلماء البارزين، بما في ذلك اثنان في كلية الصحافة والاتصالات الجرافيكية، وأربعة في كلية الأعمال والصناعة، وواحد في كلية التربية، وواحد في الآداب والعلوم، وواحد في كلية الصيدلة.

### الكليات والمدارس
تقدم جامعة فلوريدا الزراعية والميكانيكية درجات البكالوريوس والدراسات العليا من خلال الكليات

### القبول
حصل فصل الطلاب الجدد الوافدين في خريف 2020 على معدل تراكمي يبلغ 3.44 ومتوسط درجات سات 1082.

### التركيبة السكانية
|                         | الهيئة الطلابية | فلوريدا | تعداد الولايات المتحدة |
| ----------------------- | --------------- | ------- | ---------------------- |
| الافارقه الامريكان      | 83.3%           | 16.9%   | 13.4%                  |
| الأمريكية آسيوية        | 0.99%           | 2.9%    | 5.8%                   |
| أمريكي أوروبي           | 8.13%           | 54.1%   | 60.7%                  |
| أمريكي من أصل اسباني    | 3.51%           | 25.6%   | 18.1%                  |
| متعدد الأعراق الأمريكية | 2.95%           | 2.1%    | 2.7%                   |
| أمريكي أصلي             | 0.08%           | 0.5%    | 1.3%                   |
| الطلاب الدوليين         | 0.80%           | N/A     | N/A                    |

يتكون عدد الطلاب المسجلين في جامعة فلوريدا إيه آند إم بشكل أساسي من الطلاب الجامعيين. 84.1 ٪ من الطلاب المسجلين بالمدرسة هم من الأمريكيين من أصل أفريقي. ثاني أكبر مجموعة ديموغرافية هي الطلاب البيض (غير اللاتينيين) بنسبة 7.71٪. الأمريكيون الأصليون والأمريكيون من أصل أسباني والآسيويون الأمريكيون يقاربون نسبة 8.19٪ المتبقية.

### الاعتماد الاكاديمي
تم اعتماد جامعة فلوريدا إيه آند إم من قبل الرابطة الجنوبية للكليات والمدارس منذ عام 1935.

### معدل التخرج
في عام 2019، كان معدل التخرج لأول مرة في جامعة فلوريدا الزراعية والميكانيكية لمدة أربع سنوات حوالي 22 بالمائة. كان معدل التخرج لمدة ست سنوات 50 بالمائة.

### الترتيب
احتلت نسخة 2022 من تصنيفات الجامعات يو إس نيوز آند وورد ريبورت المرتبة 202 بين الجامعات الوطنية. تم اختيار جامعة فلوريدا الزراعية والميكانيكية أيضًا في المرتبة 61 في أفضل تعليم للخريجين و20 في فئة أفضل أداء في فئة التنقل الاجتماعي.
وهي مصنفة ضمن «R2: دكتوراه جامعات نشاط بحثي عالي».
بالنسبة لعام 2017، صنفت المؤسسة الوطنية للعلوم جامعة فلوريدا إيه آند إم على المرتبة 216 على المستوى الوطني والثانية بين HBCUs من حيث إجمالي نفقات البحث والتطوير.

### بحث
تمويل البحث السنوي لـ جامعة فلوريدا الزراعية والميكانيكية هو 44.5 مليون دولار. تتمتع الجامعة بإمكانية الوصول إلى تمويل الأبحاث من العديد من الوكالات الفيدرالية. أكبر مجالين بحثيين في جامعة فلوريدا الزراعية والميكانيكية هما الزراعة والعلوم الصحية. التمويل البحثي لكلية الصيدلة هو 20.2 مليون دولار (20.2 مليون دولار فيدرالي،300 ألف دولار في دعم الدولة، ومن 300 ألف دولار في دعم الصناعة الخاصة) مع 29281352 دولارًا ملتزمًا.

## حرم الجامعة
يقع الحرم الجامعي الرئيسي لـجامعة فلوريدا الزراعية والميكانيكية في تالاهاسي، فلوريدا، جنوب مبنى الكابيتول بالولاية وحرم جامعة ولاية فلوريدا. كما أن لديها حرمًا جامعيًا لكلية الحقوق في أورلاندو، فلوريدا، ومركز البحث والتطوير في كوينسي، فلوريدا. كلية الصيدلة لها فروع جامعية في ميامي وجاكسونفيل وتامبا وكريستفيو بولاية فلوريدا.

### المرافق السكنية
تتطلب جامعة فلوريدا الزراعية والميكانيكية من جميع طلاب السنة الأولى العيش في الحرم الجامعي، إذا كانت عائلاتهم تزيد عن 35 ميل (56 كـم) من الحرم الجامعي جامعة فلوريدا الزراعية والميكانيكية. تشمل الاستثناءات من هذه القاعدة الطلاب المتزوجين والطلاب المعالين والطلاب الذين بلغوا سن 21 بحلول بداية الفصول الدراسية.
تقدم جامعة فلوريدا الزراعية والميكانيكية عددًا محدودًا من الغرف للطلاب الذين لديهم أسر معالة. قد تشغل الأسر المعيشية غرفًا في شقق بالميتو الشمالية. تم تخصيص السكان لمدارس مقاطعة ليون. تم تخصيص السكان لمدرسة بوند الابتدائية  ومدرسة نيمس الإعدادية  ومدرسة ليون الثانوية.

### المراكز والمعاهد البحثية
يضم قسم الأبحاث 17 مركزًا ومعهدًا بحثيًا مختلفًا:
- مركز المكافحة البيولوجية
- مركز وصول المعوقين والموارد
- مركز الإنصاف والعدالة البيئية
- مركز العلوم التعاونية البيئية
- مركز الأنظمة الذكية والتحكم والروبوتات
- مركز التجارة الزراعية الدولية وبحوث التنمية والتدريب
- مركز القانون الدولي والعدالة
- مركز علوم وتكنولوجيا البلازما
- مركز علوم زراعة العنب وبحوث الفاكهة الصغيرة
- مركز جودة المياه والهواء
- مركز الحوسبة الآمنة والمساعدة في المعلومات
- مركز أبحاث ومتحف Meek-Eaton Southeastern الإقليمي للأرشيف الأسود
- مركز تطوير الأعمال الصغيرة
- معهد علوم البناء
- معهد بحوث قضاء الأحداث
- معهد البحوث في دراسات صناعة الموسيقى والترفيه
- معهد الصحة العامة

### مكتبات
مكتبة صموئيل إتش كولمان التذكارية هي المكتبة الرئيسية للجامعة، وقد سميت باسم الرجل الذي شغل منصب رئيس الخريجين العامين للجامعة لمدة 14 عامًا. بعد تدمير المبنى الرئيسي للجامعة الذي يحتوي على مكاتب إدارية وكافيتريا ومكتبة بنيران، تبرع أندرو كارنيجي بهدية قدرها 10000 دولار لبناء مكتبة جديدة. بدأ بناء مكتبة كولمان في فترة ما بعد الحرب العالمية الثانية. تم تخصيص المكتبة الجديدة رسميًا خلال احتفال جامعة فلوريدا الزراعية والميكانيكية السنوي لعام 1949 بعيد المؤسسين تكريماً للزعيم المدني Samuel H. Coleman. تم بناء المكتبة عام 1948، وتم تجديدها عام 1972، وتوسعت عام 1990 ومرة أخرى عام 2004. 88,964 قدم مربع (8,265.0 م2) يشمل المرفق غرفًا للدراسة، وصالة دراسة للطلاب، ومقهى، وخريجين وأعضاء هيئة التدريس، وغرفًا لعقد المؤتمرات عن بعد، وفصلًا حديثًا لمحو الأمية المعلوماتية.
بالإضافة إلى 20,000 قدم مربع (1,900 م2) المتوفرة في المكتبات الفرعية، توفر مكتبات جامعة فلوريدا إيه آند إم سعة جلوس تبلغ 920 مقعدًا. المكتبات عقد ما يقرب من 2 مليون مجلد، وأكثر من 155,000 الكتب الإلكترونية والمجلات الإلكترونية، و256126 ميكروفيلم، التي يمكن الوصول إليها بسهولة للمستخدمين ودعم كل البرامج في الموقع وعلى شبكة الإنترنت.

### مكتبة كارنيجي
كانت مكتبة ما كان يُعرف آنذاك بكلية الولاية العادية والصناعية للطلاب الملونين تقع في أكبر مبنى بالحرم الجامعي، قاعة دوفال، القصر السابق لحاكم فلوريدا ويليام بوب دوفال، والذي كان يضم أيضًا المكاتب الإدارية للجامعة وكافيتريا. دمرته حريق عام 1905. تبرع أندرو كارنيجي بهدية قدرها 10000 دولار لبناء مكتبة جديدة. في عام 1907، عندما رفضت مدينة تالاهاسي عرض المحسن أندرو كارنيجي لمبنى مكتبة، لأنه وفقًا لقواعده كان يجب أن يخدم الرعاة السود، مول كارنيجي بدلاً من ذلك مكتبة كارنيجي في FAMU. لم تعد تعمل كمكتبة، ولكنها تضم بدلاً من ذلك متحف ومركز أبحاث المحفوظات السوداء الإقليمية الجنوبية الشرقية.

## ألعاب القوى
جامعة فلوريدا إيه آند إم عضو في مؤتمر ساوثويسترن الرياضي وتشارك في NCAA Division I-FCS . تسمى فرق جامعة فلوريدا الزراعية والميكانيكية الرياضية "Rattlers". تقدم جامعة فلوريدا الزراعية والميكانيكية الرياضات الرجالية في البيسبول وكرة السلة وعبر الضاحية وكرة القدم والجولف والتنس والمضمار والميدان. يقدم الرياضة النسائية في كرة السلة والبولينج والتشجيع وعبر الضاحية والكرة اللينة والتنس وألعاب المضمار والميدان والكرة الطائرة.
من عام 1938 إلى عام 1961، فاز فريق كرة القدم ببطولة كلية بلاك كوليدج الوطنية ثماني مرات، بما في ذلك ست مرات تحت قيادة المدرب جيك جيثر، في أعوام 1950 و1952 و1954 و1957 و1959 و1961. عندما تقاعد جيثر بعد 25 عامًا من التدريب في عام 1969، كان لدى فرق جامعة فلوريدا الزراعية والميكانيكية سجل 203-36-4 (انتصارات وخسائر)، مقابل نسبة فوز 0.844. ستة وثلاثون لاعباً من فرق جيثر كانوا من جميع الأمريكيين، و42 ذهبوا للعب في الدوري الوطني لكرة القدم. خلال السنوات الـ 25 التي قضاها كمدرب رئيسي، فاز جامعة فلوريدا الزراعية والميكانيكية بـ 22 بطولة جنوب اتحاد الكليات الرياضي. تم انتخاب جيثر في قاعة مشاهير كرة القدم بالكلية عام 1975. ذهب جامعة فلوريدا الزراعية والميكانيكية للفوز بأول بطولة وطنية NCAA D1-AA في عام 1978 بعد هزيمة جامعة ماساتشوستس أمهيرست.
تأهل فريق كرة السلة للرجال للمباراة الافتتاحية لبطولة كرة السلة للرجال ثلاث مرات (1999 و2004 و2007). احتل فريق جامعة فلوريدا الزراعية والميكانيكية للمصارعة المركز الثالث في منطقتهم وكان لديه العديد من اللاعبين الوطنيين في عام 2008 تحت قيادة المدرب شريف.

## الحياة الطلابية
جامعة فلوريدا الزراعية والميكانيكية هي واحدة من أكبر HBCUs في البلاد مع هيئة طلابية تضم ما يقرب من 10000 طالب من جميع مناطق الولايات المتحدة والعديد من الدول الأجنبية. يُشار إلى الأفراد الذين ينتمون إلى مجتمع جامعة فلوريدا الزراعية والميكانيكية بمودة باسم "FAMUly" أو أعضاء «أمة راتلر». يوجد في جامعة فلوريدا الزراعية والميكانيكية أكثر من 100 منظمة طلابية في الحرم الجامعي.

### المنظمات الطلابية البارزة

#### جمعية الحكومة الطلابية
جمعية الطلاب الحكومية هي الصوت الرسمي للهيئة الطلابية وتنقسم إلى ثلاثة فروع: التنفيذية والقضائية والتشريعية.

#### جوقة الإنجيل
تأسست جوقة جامعة الزراعية والميكانيكية في فلوريد للإنجيل عام 1957.

#### فيلق تدريب ضباط الاحتياط
جامعة فلوريدا الزراعية والميكانيكية هي موطن لكل من وحدات تدريب ضباط الاحتياط في الجيش ووحدات ضباط الاحتياط البحرية، مما يسمح للطلاب بمتابعة وظائفهم كضباط مفوضين في الجيش الأمريكي والبحرية الأمريكية وسلاح مشاة البحرية الأمريكية بعد التخرج. بالنسبة لطلاب جامعة فلوريدا الزراعية والميكانيكية الراغبين في أن يصبحوا ضباطًا مفوضين في سلاح الجو الأمريكي، يسمح الترتيب عبر الحرم الجامعي بتلقي تدريب Air Force مع مفرزة AFROTC في جامعة ولاية فلوريدا القريبة. وبالمثل، يمكن لطلاب ولاية فلوريدا الراغبين في أن يصبحوا ضباطًا في البحرية ومشاة البحرية الالتحاق أيضًا بوحدة NROTC التابعة لـ جامعة فلوريدا الزراعية والميكانيكية بموجب ترتيب مماثل.

#### الفرقة المسيرة

زحف جامعة فلوريدا الزراعية والميكانيكية 100

حصلت فرقة المسيرة جامعة فلوريدا الزراعية والميكانيكية، الزحف 100، على تقدير وطني في يناير 1993 عندما قدمت في موكب الافتتاح الرئاسي الثاني والأربعين بدعوة من بيل كلينتون. قدمت الفرقة أيضًا عروضها في باور باول وفي موكب الافتتاح الرئاسي الرابع والأربعين لباراك أوباما. في عام 2019، قدمت الفرقة الموسيقية عروضها في روز باريد في باسادينا ، كاليفورنيا في يوم رأس السنة الجديدة.

## روابط خارجية
- الموقع الرسمي
- الموقع الرسمي لألعاب القوى